# Предраг Савовић
Предраг Савовић (Пула, 21. мај 1976) је бивши српски кошаркаш. Играо је на позицији бека шутера.

## Каријера
Савовић је рођен у Пули, али је одрастао у Херцег Новом, где је похађао средњу школу „Иван Горан Ковачић”.
Кошарку је почео да тренира у Приморју из Херцег Новог, да би као 17-годишњак, 1993. године прешао у београдски Партизан. Провео је једну годину у Партизану, током које је наступао за јуниоре, али је поред тога тренирао са првим тимом током целе сезоне. Након Партизана прелази у Беовук, а затим игра и за Ива Зорку из Шапца, са којом је поред домаћег првенства наступао и у тада међународном Купу Радивоја Кораћа.
Године 1997, Савовић одлази у Сједињене Америчке Државе на студије. Сезону 1997/98. је провео на Универзитету Алабама у Бирмингему. Ипак незадовољан минутажом коју је имао, одлучује да тражи премештај, па прелази на универзитет Хаваји где је остао наредне четири године. Као 26-годишњак је изашао на НБА драфт 2002, на коме није изабран. Иако није био драфтован, у јулу 2002. је потписао уговор са Денвер нагетсима. Током НБА сезоне 2002/03, Савовић је за Денвер наступио на 27 утакмица, просечно бележећи 3,1 поен по мечу.
Лета 2003. године се вратио у европску кошарку и потписао за белгијски Шарлроа, код црногорског тренера Саве Вучевића. Са овим клубом је освојио титулу првака Белгије у сезони 2003/04. Након тога потписује за екипу Билбаоа, из шпанске АЦБ лиге. У овом клубу је остао до краја каријере 2009. године.
Након завршетка играчке каријере, радио је и као председник кошаркашког клуба Билбао. Затим је од 2017. до 2019. године био генерални директор у екипи Сарагосе, након чега је исту функцију преузео у Билбау.